# Čierna hora
Čierna hora je krajinný celek Slovenského rudohoří na Slovensku. Nachází severně od města Košice (až po potok Sopotnica) a obklopují jej na jihu a východě Košická kotlina, na severovýchodě a severu Šarišská vrchovina. Severním směrem leží Branisko, severozápadně Hornádská kotlina a západním směrem navazují Volovské vrchy. Nejvyšším vrchem je Roháčka (1028,5 m n. m.) na západním konci pohoří. Na území pohoří byla na řece Hornád vybudována přehrada Ružín. Čierna hora je využívána zejména pro lesní hospodářství a turistiku.

## Části

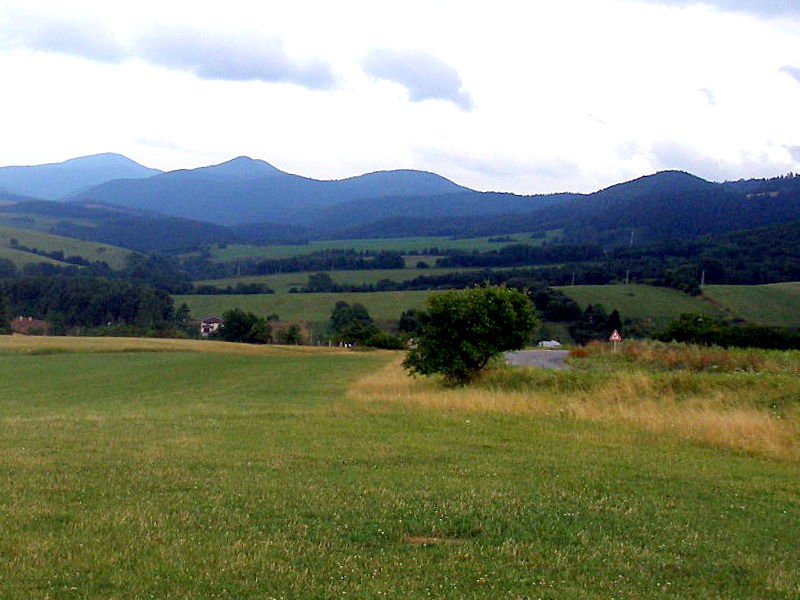
Pohled na pohoří z Klenovského vrchu

Geomorfologický celek sa dělí na tyto podcelky:
- Roháčka
- Bujanovské vrchy
- Pokryvy
- Sopotnické vrchy
- Hornádske predhorie

## Charakteristika
Podnebí je zde mírně teplé, ve vrcholových částech chladné. V lednu průměrně -5 °C, v červenci průměrně 16,5 °C. Ročně zde spadne průměrně 700 mm srážek. Pohoří tvoří většinou hornatina, reliéf je plochý. Více než 70% pohoří je porostlé lesy (zejména bučiny).
Geologické složení: ve střední části horniny krystalinika (pararuly, svory apod.), v severní a jižní části druhohorní horniny krížňanské jednotky (křemence, břidlice apod.) Půdy jsou zde většinou hnědé (hnědozem), místy rendziny, v nivě řeky Hornádu pak také nivní půdy.